# Shenzhou 2
Shenzhou 2 (chiń. 神舟二号) – drugi z serii lot kosmiczny statku typu Shenzhou.
9 stycznia 2001 roku o godzinie 1:00 (UTC +8), chiński bezzałogowy statek kosmiczny wystartował z Jiuquan Satellite Launch Center (酒泉卫星发射中心) w prowincji Gansu na rakiecie nośnej Długi Marsz (長征二号) i 10 minut później wszedł na orbitę. Wydarzeniem tym chiński przemysł astronautyczny wykonał duży krok w kierunku lotów załogowych. Statek spędził w przestrzeni osiem dni i okrążył Ziemię 108 razy. Shenzhou 2 choć bez astronautów zaadaptował technologię i wyposażenie statków załogowych. Na pokładzie umieszczono kilka zwierząt: małpę, psa, królika oraz mikrobowe komórki, umieszczone tam przez Chińską Akademię Nauk. Podczas lotu zostało przeprowadzonych mnóstwo eksperymentów naukowych dotyczących życia w kosmosie, astronomii, fizyki i mikrograwitacji. 17 stycznia 2001 roku o godz. 19:22 (UTC +8) Shenzhou 2 wylądował w Mongolii Wewnętrznej. Przedział orbitalny funkcjonował do 24 sierpnia 2001, kilkakrotnie podwyższając swoją orbitę.
Jeśli wierzyć chińskim władzom wszystko poszło zgodnie z planem, choć brak zdjęć z miejsca lądowania wzbudził obawę, że samo lądowanie mogło być „nieco” bardziej twarde, niż oczekiwano.